# Swiss Indoors 1997 - Qualificazioni doppio
Le qualificazioni del doppio dello Swiss Indoors 1997 sono state un torneo di tennis preliminare per accedere alla fase finale della manifestazione. I vincitori dell'ultimo turno sono entrati di diritto nel tabellone principale. In caso di ritiro di uno o più giocatori aventi diritto a questi sono subentrati i lucky loser, ossia i giocatori che hanno perso nell'ultimo turno ma che avevano una classifica più alta rispetto agli altri partecipanti che avevano comunque perso nel turno finale.
Le qualificazioni del doppio del torneo Swiss Indoors 1997 prevedevano 4 coppie partecipanti di cui una è entrata nel tabellone principale.

## Teste di serie
1. Peter Nyborg /  David Prinosil (Qualificati)

1. Wayne Arthurs /  Sander Groen (ultimo turno)

## Qualificati
1. Peter Nyborg  /   David Prinosil

## Tabellone

### Legenda
| - Q = Qualificato - WC = Wild card - LL = Lucky loser | - ALT = Alternate - SE = Special Exempt - PR = Protected Ranking | - w/o = Walkover - r = Ritirato - d = Squalificato |

|  | Primo turno | Primo turno                  | Primo turno | Primo turno | Primo turno |  |  | Ultimo turno | Ultimo turno                | Ultimo turno                | Ultimo turno | Ultimo turno |  |
|  |             |                              |             |             |             |  |  |              |                             |                             |              |              |  |
|  | 1           | Peter Nyborg David Prinosil  | 6           | 6           | 6           |  |  |              |                             |                             |              |              |  |
|  |             | Tom Nijssen Stephen Noteboom | 7           | 2           | 3           |  |  | 1            | Peter Nyborg David Prinosil | Peter Nyborg David Prinosil | 6            | 6            |  |
|  | 2           | Wayne Arthurs Sander Groen   | 6           | 4           | 6           |  |  | 2            | Wayne Arthurs Sander Groen  | Wayne Arthurs Sander Groen  | 3            | 4            |  |
|  |             | Yves Allegro Roger Federer   | 4           | 6           | 3           |  |  |              |                             |                             |              |              |  |